# Birdsville, Queensland
Birdsville este o localitate în statul Queensland, Australia.Orasul are o populatie de 115 locuitori.

## Clima
Birdsville are o clima desertica cu temperaturi de 38,8 °C in ianuarie si de 20,8 °C in iulie.Precipitatiile medii anuale sunt de 167 mm.Recordurile de temperatura au fost:
- maxima: 49,5 °C
- minima: -1,7 °C